# Yue (popolo)
Il termine Yue (cinese tradizionale: 越,粵,鉞; cinese semplificato: 越,粤,钺; pinyin: Yuè; Wade-Giles: Yüeh4; cantonese Yale: Yuht; vietnamita: Việt; letteralmente "oltre"; "area del Guangdong e del Guangxi"; "scure larga"; Ðvjεt; scritto anche come Yueh, Yuet) si riferisce ad antichi popoli semi-sinizzati o non sinizzati della Cina meridionale, originariamente quelli stanziati lungo la costa orientale dell'odierna provincia di Zhejiang. Nel cinese arcaico, per rappresentare lo stesso significato si usavano spesso in modo intercambiabile vari caratteri (越,粵,鉞).

## Origini e uso antico
Nei tempi antichi, i Cinesi indicavano collettivamente i popoli al loro sud come Yue. I testi storici fanno spesso riferimento alle tribù dei Cento Yue (cinese tradizionale: 百越; pinyin: Bǎi Yuè; cantonese Yale: Baak Yuht; vietnamita: Bách Việt). Lo storico Luo Xianglin ha suggerito che tali popoli condividessero una comune ascendenza con la Dinastia Xia. Ci sono poche prove, tuttavia, che questi popoli possedessero una qualsiasi identità comune. Il "Trattato di Geografia" in Han Shu nota: "Nei sette od ottomila li da Jiaozhi a Kuaiji (Jiangsu meridionale o Zhejiang settentrionale), i Cento Yue sono dovunque, ciascuno con i propri clan." Proprio come il termine Celti veniva usato dai Greci per descrivere ciò che essi percepivano come un ampio gruppo culturale, così il termine Yue per gli antichi Cinesi aveva un valore culturale relativo. Inoltre, al pari di "Celti", anche Yue si usa oggi in parecchi modi diversi. (Vedi Uso moderno più in basso.)
Gli etnolinguisti hanno suggerito che la pronuncia della parola "Yue" potrebbe essere collegata al tipo di canapa prodotta in quella che è ora Zhejiang. L'ideogramma stesso è legato a quello indicante la "scure rituale" (cinese tradizionale: 鉞; cinese semplificato: 钺), solitamente considerata un simbolo dell'autorità regale o imperiale. Parecchie scuri di pietra sono state trovate nell'area dello Hangzhou, e ci sono prove che la scure rituale sia un'invenzione meridionale.
I testi antichi menzionano numerosi popoli yue. La maggior parte di questi nomi sopravvissero fino ai primi tempi dell'impero e possono essere grosso modo ricostruiti come raggruppamenti culturali:
| Cinese    | Pinyin Hanyu    | Cantonese Yale    | Vietnamita           | Note                        |
| --------- | --------------- | ----------------- | -------------------- | --------------------------- |
| 句吳/句吴 | Gōuwú           | Geui'ngh          | Câu Ngô              | Hmong-Mien                  |
| 於越/于越 | Yūyuè           | Yūyuht            | Ư Việt               | Yue Maggiori                |
| 揚越/扬越 | Yángyuè         | Yèungyuht         | Dương Việt           | Yue dell'Oceano             |
| 幹越/干越 | Gānyuè          | Gonyuht           | Cán Việt             | Yue Principali              |
| 閩越/闽越 | Mǐnyuè          | Mànyuht           | Mân Việt             | Yue dei Fiumi               |
| 夜郎      | Yèláng          | Yehlòng           | Dạ Lang              | Yue della Notte             |
| 南越      | Nányuè          | Naàhmyuht         | Nam Việt             | Yue Meridionali             |
| 東越/东越 | Dōngyuè         | Dōngyuht          | Đông Việt            | Yue Orientali               |
| 山越      | Shānyuè         | Saānyuht          | Sơn Việt             | Yue delle Montagne          |
| 雒越      | Luòyuè          | Lokyuht           | Lạc Việt             | Yue degli Uccelli di fiume  |
| 甌越/瓯越 | Ōuyuè           | Āuyuht            | Âu Việt              | Yue delle Valli Orientali   |
| 西甌      | Xī'ōu           | Sāi'āu            | Tây Âu               | Yue delle Valli Occidentali |
| 滇越,盔越 | Diānyuè, Kuīyuè | Dīnyuht, Kwaīyuht | Điền Việt, Khôi Việt | Yue Celesti, Yue del Bacino |

## Sinizzazione e trasferimento
A partire dal nono secolo a.C., due popoli yue settentrionali, i Gou-Wu (Hmong-Mien) e gli Yu-Yue (Daic), furono sempre più influenzati dai loro vicini cinesi a nord. Questi due stati erano situati rispettivamente nelle aree oggi corrispondenti al Jiangsu meridionale e al Zhejiang settentrionale. La loro élite aristocratica imparò la lingua cinese scritta, adottò le istituzioni politiche e la tecnologia militare cinesi. I resoconti tradizionali attribuiscono il cambiamento culturale al Gran Conte di Wu (吳太伯), un principe Zhou che era fuggito al sud. Le terre paludose del sud conferirono ai Gou-Wu e agli Yu-Yue caratteristiche uniche. Essi non si impegnarono nella coltivazione agricola di tipo estensivo, affidandosi invece più massicciamente all'acquacoltura. I trasporti via acqua erano dominanti nel sud, così i due stati divennero assai avanzati nella costruzione delle navi e svilupparono la tecnologia per la guerre fluviali. Erano noti anche per le loro magnifiche spade.
Nel Periodo delle primavere e degli autunni, i due stati, ora chiamati Wu e Yue, stavano diventando sempre più coinvolti nella politica cinese. Nel 512 a.C. Wu lanciò una grande spedizione contro il vasto stato di Chu, situato sul medio corso del fiume Yangtze. Una campagna simile nel 506 a.C. riuscì a saccheggiare Ching, la capitale di Chu. Sempre in quell'anno, scoppiò la guerra tra Wu e Yue, che continuò con intervalli per i tre decenni successivi. Nel 473 a.C., il re di Yue Goujian conquistò finalmente Wu e fu riconosciuto dagli stati settentrionali di Qi e Jin. Nel 333 a.C., Yue fu a sua volta conquistato da Chu.
Dopo l'unificazione della Cina ad opera di Qin Shi Huang, Yue venne incorporato nell'impero cinese. Gli eserciti di Qin avanzarono anche verso sud lungo il fiume Xiang, fino al moderno Guangdong, e fondarono comandi lungo le principali vie di comunicazione. Per tutto il periodo della Dinastia Han, furono identificati due gruppi di Yue, quello dei Nan-Yue nell'estremo sud, che vivevano principalmente nell'area di quelli che sono ora il Guangdong, il Guangxi e il Vietnam; e quello dei Min-Yue, che risiedevano a sud-est, concentrati sul fiume Min nel moderno Fujian.
La sinizzazione di questi popoli fu realizzata da una combinazione di potere militare imperiale, di colonizzazione regolare e di rifugiati cinesi. La difficoltà della logistica e il clima malarico nel sud resero il trasferimento e la definitiva sinizzazione dei popoli yue un processo lento. Quando i Cinesi entrarono in contatto con i popoli yue locali, spesso strapparono loro il controllo del territorio o li soggiogarono con la forza. Quando nel 40 d.C. scoppiò una seria ribellione ad opera delle Sorelle Trung in quello che è ora il moderno Vietnam, fu inviata una forza di circa 10.000 soldati imperiali sotto il comando del generale Ma Yuan. Tra il 100 e il 184 ebbero luogo non meno di sette esplosioni di violenza, che richiedevano spesso azioni difensive da parte dei Cinesi.
Via via che aumentavano gli immigrati cinesi, gli Yue furono gradualmente spinti verso le terre più povere sulle colline e tra le montagne. Diversamente dai popoli nomadi dell'Asia centrale, come gli Xiongnu o gli Xianbei, tuttavia, i popoli yue non rappresentarono mai alcuna seria minaccia all'espansione o al controllo cinese. Talvolta essi mettevano in atto incursioni su piccola scala contro gli insediamenti cinesi - denominate "ribellioni" dagli storici tradizionali. I Cinesi da parte loro li consideravano altamente incivili e portati a combattersi l'un l'altro.
Mentre la maggior parte dei popoli yue furono alla fine assimilati nella cultura dei Cinesi Han, i Kam-Tai (Daic), gli Zhuang, i Buyi, i Dai, i Sui (Shui), i Kam (Dong), gli Hlai (Li), i Mulam, i Maonan, gli Ong-Be (Lingao), i Thai, i Lao, gli Shan e i Việtnamiti conservarono la loro identità etnica. I Vietnamiti alla fine riuscirono a liberarsi dal dominio cinese nel X secolo.

## Eredità degli Yue
La caduta della Dinastia Han e il successivo periodo di divisione accelerarono il processo di sinizzazione. Periodi di instabilità e di guerra nella Cina settentrionale, come le Dinastie Settentrionali e Meridionali e durante la Dinastia Song, condussero ad emigrazioni di massa dei Cinesi verso le terre degli Yue. Con il passare dei secoli, i matrimoni misti e il dialogo interculturale condussero nel sud ad un miscuglio di popoli cinesi e non cinesi. Al tempo della Dinastia Tang, il termine "Yue" era divenuto in gran parte una denominazione regionale piuttosto che culturale. Uno stato nella moderna provincia di Zhejiang durante il Periodo delle Cinque Dinastie e dei Dieci Regni, ad esempio, chiamava sé stesso "Wu-Yue". Parimenti, il "Viet" in "Vietnam" (letteralmente, "Viet Sud") è una parola affine a "Yue".
L'impatto della cultura yue su quella cinese non è stato determinato in modo autorevole, ma è chiaramente significativo. Le lingue degli antichi stati di Wu e di Yue formano la base della moderna lingua wu e in qualche misura delle lingue Min del Fujian. Gli antropologi linguistici hanno anche stabilito che numerose parole cinesi possono essere fatte risalire ad antiche parole yue. Un esempio è la parola jiang (江), che significa "fiume". In qualche misura, alcune tracce dei popoli yue e della loro cultura sono visibili anche in alcuni gruppi minoritari cinesi e nei Vietnamiti.

## Uso moderno
Nel cinese moderno, i caratteri di "越" e "粵" (entrambi corrispondenti a "yuè") sono differenziati. Il primo si usa per riferirsi all'originario territorio del Regno di Yue, l'area degli attuali Zhejiang settentrionale, Jiangsu meridionale e Shanghai, specialmente le zone intorno a Shaoxing e Ningbo. L'opera di Zhejiang, ad esempio, è chiamata "Opera Yue" (yueju, 越劇). Il primo carattere "越" è associato anche al Vietnam. Il secondo carattere "粵" è associato alla provincia meridionale del Guangdong. La lingua yue (粵語) è una suddivisione della lingua cinese, popolarmente chiamata "cantonese". La sua forma ordinaria e i suoi dialetti regionali sono parlati nel Guangdong, nel Guangxi, a Hong Kong, Macao e in molte comunità cinesi d'oltremare in tutto il mondo.